# 左旗增五
狐狸座5，又名BD+19 4015，HD 182919、SAO 104831、HR 7390，是狐狸座的一颗恒星，视星等为5.63，位于銀經54.69，銀緯1.74，其B1900.0坐标为赤經19h 21m 51.2s，赤緯+19° 1.74′ 57″。